# Georg Joachim Lauchen von Retij
Georg Joachim Lauchen von Retij, nemški astronom, matematik in kartograf, * 16. februar 1514, Feldkirch, Avstrija, † 4. december 1574, Košice (Cassovia), na Madžarskem, danes Slovaška.

## Življenje in delo
Njegov oče je bil zdravnik v Feldkirchu. Retij je prevzel ime po nekdanji rimski provinci Retiji kot Rheticus. Študiral je v Feldkirchu, Zürichu in na Univerzi v Wittenbergu, kjer je leta 1536 magistriral.
Melanchthon je zelo pomagal Retiju pri iskanju zaposlitve na več univerzah. Leta 1536 so z Melanchthonovo pomočjo imenovali Retija za profesorja astronomije in matematike na Univerzi v Wittembergu. Dve leti je bil v Fromborku pri Koperniku, kjer je pod njegovim nadzorom proučeval v rokopisu njegovo delo. Na osnovi tega je leta 1539 v poslanici poslani svojemu učitelju Johannesu Schönerju Prvo poročilo o Knjigi kroženj (Narratio prima de libris revolutionum) (Danzig, 1540) podal prvo poročilo o knjigah o krožnicah in javnosti na popularen način predstavil Kopernikovo učenje. Na njegovo prigovarjanje se je Kopernik končno odločil da izda svoje delo. Leta 1542 je odšel v Nürnberg, jeseni pa je odšel poučevati v Leipzig, kjer je ostal do leta 1545. Nekaj časa je potoval po Italiji in v Milanu obiskal Cardana.
Retij je napisal Kopernikov življenjepis, ki se ni ohranil. 25 let je sestavljal trigonometrične tabele za vseh 6 trigonometričnih funkcij. Po njegovi smrti je njegovo delo končal njegov učenec Otho. Izšlo je leta 1596 pod naslovom Opus palatinum de triangulis. Pri uporabi v astronomiji in trigonometričnih tabelah je jemal π na 8 decimalk natančno.

## Priznanja
Poimenovanja
Po njem se imenuje krater Retij (Rhaeticus) na Luni in asteroid glavnega pasu 15949 Retij (15949 Rhaeticus).